# Paulina Krumbiegel
Paulina Käte Krumbiegel (Mannheim, 27 ottobre 2000) è una calciatrice tedesca, centrocampista della Juventus e della nazionale tedesca.

## Caratteristiche tecniche
Krumbiegel si è autodefinita come terzino destro duttile e versatile. In passato è stata utilizzata anche come ala.

## Carriera

### Club

#### Inizi e Hoffenheim

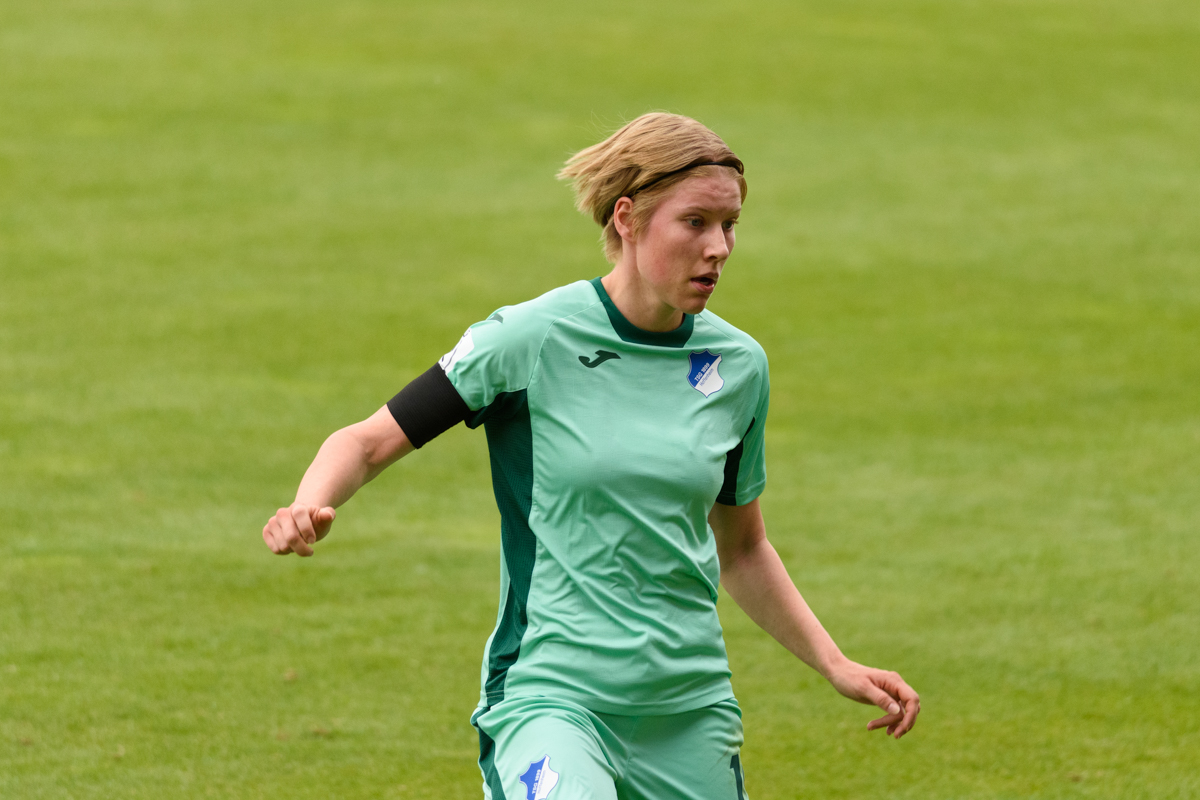
Krumbiegel nel 2020 con la maglia dell'

Nata nel 2000 a Mannheim, nella Germania sud-occidentale, ha iniziato a giocare a calcio nel Kindenheim e poi nel Siegelbach, venendo successivamente tesserata a 12 anni, nel 2012, dall'Hoffenheim.
Inserita dalla stagione 2016-2017 nella seconda squadra del club di Sinsheim ha fatto il suo esordio al di fuori del calcio giovanile appena prima di compiere 16 anni, il 16 ottobre 2016, quando è entrata al 78' nella gara vinta per 2-0 in casa contro il Sindelfingen alla quinta giornata di 2. Bundesliga.
Ha realizzato la prima rete in carriera nella stagione successiva, il 3 settembre 2017, quando ha fissato il punteggio sul definitivo 4-1 all'87' della vittoria interna per 4-1 sul Colonia II alla prima di campionato. La prima marcatura multipla è arrivata invece il 1º dicembre 2019, nella trasferta sul campo del Turbine Potsdam II del 13º turno di 2. Bundesliga, dove ha messo ha segno l'1-0 su rigore al 25' e il 3-2 all'87'.
A fine anno 2019 ha terminato l'esperienza con la seconda squadra, dopo aver collezionato un totale di 59 presenze e 13 reti, vincendo il girone Süd nel 2017 e nel 2018 (le ultime due stagioni prima del passaggio al girone unico), senza però poter ottenere la promozione in massima serie in quanto seconda squadra.
Nella stessa stagione 2019-2020 è stata aggregata alla prima squadra dell'Hoffenheim, in Bundesliga, debuttando il 15 dicembre 2019, da subentrata al 74' al posto di Maximiliane Rall, nel successo esterno per 1-0 contro il Colonia alla 13ª giornata di campionato.
Dopo la sospensione delle competizioni a seguito della pandemia di COVID-19 e la ripartenza da maggio 2020 in poi, è riuscita a segnare il suo primo gol in prima squadra alla prima stagione, chiudendo il tabellino sul 4-0 al 70' in casa contro il 1. FFC Francoforte il 21 giugno 2020, alla 21ª di Bundesliga.
Ad agosto 2021 si è infortunata al legamento crociato anteriore, che ha subito una rottura; a causa di ciò non è mai scesa in campo nell'intera stagione 2021-2022, nemmeno nell'esordio della sua squadra in Women's Champions League, dove le sue compagne di squadra si sono qualificate per la fase a gironi, dove sono state eliminate soltanto a causa degli scontri diretti sfavorevoli nei confronti delle inglesi dell'Arsenal.
Tornata in campo a settembre 2022, il 12 marzo 2023 ha messo a referto la sua seconda doppietta in carriera, la prima con la prima squadra, siglando 2-0 al 61' e 3-0 al 65' nel successo interno per 4-0 sul Meppen al 14º turno di campionato.
Ha chiuso l'esperienza all'Hoffenheim dopo cinque stagioni terminando con due terzi posti nel 2020 e 2021 (il secondo valido per la qualificazione alla Women's Champions League) come migliori piazzamenti.

#### Juventus
Il 7 maggio 2024 è stato ufficializzato l'ingaggio a titolo definitivo di Krumbiegel da parte della Juventus, in Serie A, con cui firma un contratto biennale, valido a partire dal 1º luglio seguente. Nell'occasione diventa la prima calciatrice tedesca a vestire la maglia del club bianconero.

### Nazionale

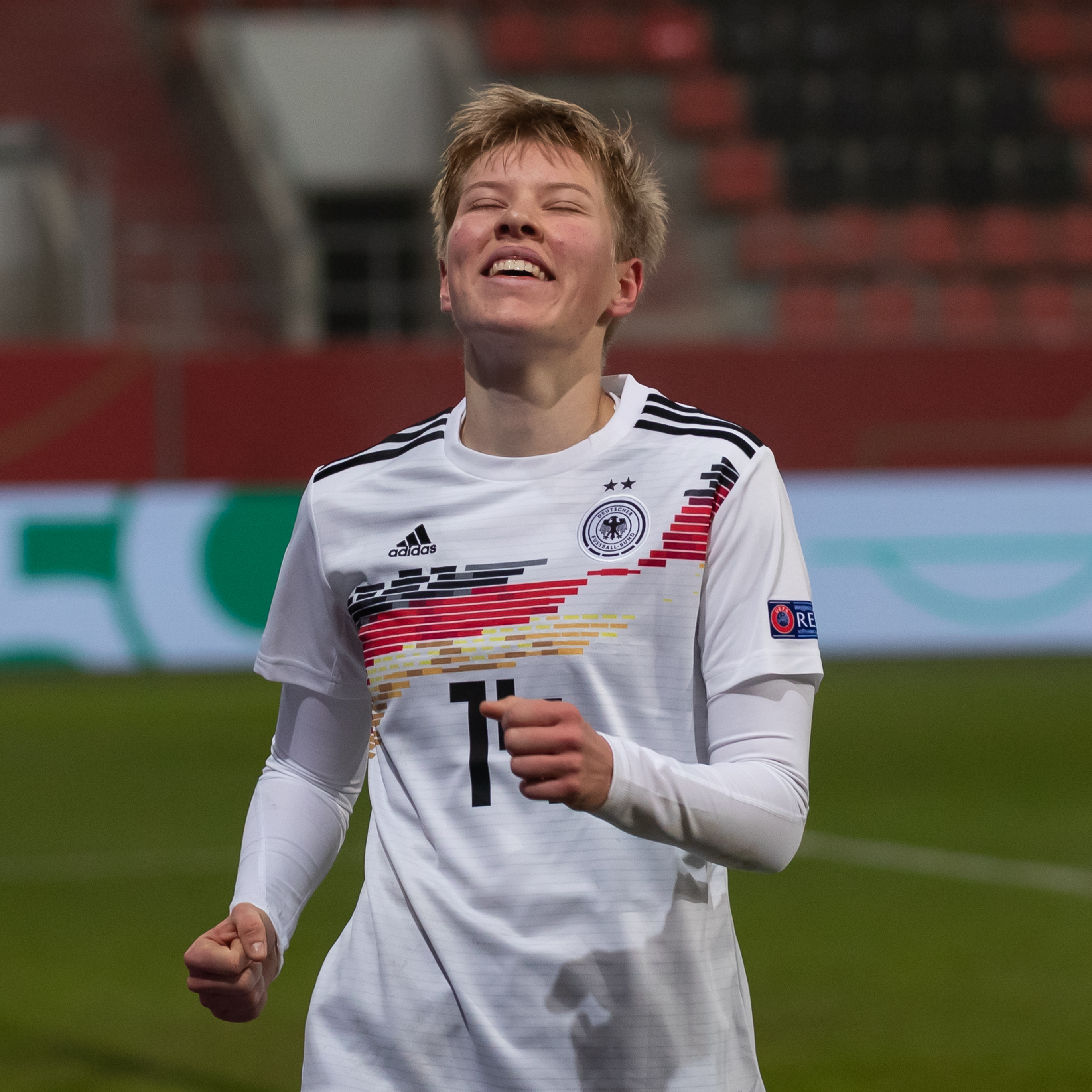
Krumbiegel nel 2020 in nazionale maggiore

Ha fatto il suo esordio nelle selezioni giovanili della DFB (Deutscher Fußball-Bund) nel 2016, totalizzando quattro presenze e una rete con l'Under 16.
Nello stesso 2016 è stata convocata in Under 17, dove è rimasta fino al 2017, giocando otto volte e segnando un gol, con tre presenze e una rete nella prima fase delle qualificazioni all'Europeo di categoria di Repubblica Ceca 2017.
Chiuso con l'Under 17 è passata nel 2017 in Under 19, dove ha ottenuto diverso spazio, chiudendo nel 2019 con 19 presenze e 15 reti, tra queste nove gare con 11 gol nelle qualificazioni e nove con quattro gol nei tornei finali agli Europei Under 19 di Svizzera 2018 e Scozia 2019, terminati entrambi con una sconfitta in finale, per 1-0 contro la Spagna nel primo caso, per 2-1 contro la Francia nel secondo.
Nel 2020 è stata convocata in nazionale maggiore dalla CT Martina Voss-Tecklenburg, esordendovi il 22 settembre, nel successo per 3-0 in trasferta a Podgorica contro il Montenegro nelle qualificazioni agli Europei di Inghilterra 2022, titolare e in campo per tutti i 90'.
Il 27 novembre dello stesso anno è andata per la prima volta a segno con le tedesche, fissando il punteggio sul definitivo 6-0 nel recupero, al 90+2' in casa a Ingolstadt contro la Grecia, sempre nelle qualificazioni agli Europei di Inghilterra 2022.

## Statistiche

### Presenze e reti nei club
Statistiche aggiornate al 10 maggio 2025.
| Stagione             | Squadra              | Campionato           | Campionato | Campionato | Coppe nazionali | Coppe nazionali | Coppe nazionali | Coppe continentali | Coppe continentali | Coppe continentali | Altre coppe | Altre coppe | Altre coppe | Totale | Totale |
| Stagione             | Squadra              | Comp                 | Pres       | Reti       | Comp            | Pres            | Reti            | Comp               | Pres               | Reti               | Comp        | Pres        | Reti        | Pres   | Reti   |
| -------------------- | -------------------- | -------------------- | ---------- | ---------- | --------------- | --------------- | --------------- | ------------------ | ------------------ | ------------------ | ----------- | ----------- | ----------- | ------ | ------ |
| 2016-2017            | Hoffenheim II        | 2. BL                | 12         | 0          | -               | -               | -               | -                  | -                  | -                  | -           | -           | -           | 12     | 0      |
| 2017-2018            | Hoffenheim II        | 2. BL                | 22         | 6          | -               | -               | -               | -                  | -                  | -                  | -           | -           | -           | 22     | 6      |
| 2018-2019            | Hoffenheim II        | 2. BL                | 20         | 4          | -               | -               | -               | -                  | -                  | -                  | -           | -           | -           | 20     | 4      |
| 2019-2020            | Hoffenheim II        | 2. BL                | 5          | 3          | -               | -               | -               | -                  | -                  | -                  | -           | -           | -           | 5      | 3      |
| Totale Hoffenheim II | Totale Hoffenheim II | Totale Hoffenheim II | 59         | 13         | -               | -               | -               | -                  | -                  | -                  | -           | -           | -           | 59     | 13     |
| 2019-2020            | Hoffenheim           | BL                   | 7          | 1          | DFB-P           | 1               | 0               | -                  | -                  | -                  | -           | -           | -           | 8      | 1      |
| 2020-2021            | Hoffenheim           | BL                   | 20         | 2          | DFB-P           | 3               | 0               | -                  | -                  | -                  | -           | -           | -           | 23     | 2      |
| 2021-2022            | Hoffenheim           | BL                   | 0          | 0          | DFB-P           | 0               | 0               | UWCL               | 0                  | 0                  | -           | -           | -           | 0      | 0      |
| 2022-2023            | Hoffenheim           | BL                   | 20         | 4          | DFB-P           | 3               | 0               | -                  | -                  | -                  | -           | -           | -           | 23     | 4      |
| 2023-2024            | Hoffenheim           | BL                   | 19         | 3          | DFB-P           | 3               | 0               | -                  | -                  | -                  | -           | -           | -           | 22     | 3      |
| Totale Hoffenheim    | Totale Hoffenheim    | Totale Hoffenheim    | 66         | 10         | -               | 10              | 0               | -                  | 0                  | 0                  | -           | -           | -           | 76     | 10     |
| 2024-2025            | Juventus             | A                    | 24         | 3          | CI              | 4               | 0               | UWCL               | 7                  | 0                  | -           | -           | -           | 35     | 3      |
| Totale carriera      | Totale carriera      | Totale carriera      | 149        | 26         | -               | 14              | 0               | -                  | 7                  | 0                  | -           | -           | -           | 170    | 26     |

### Cronologia presenze e reti in nazionale
| Cronologia completa delle presenze e delle reti in nazionale ― Germania | Cronologia completa delle presenze e delle reti in nazionale ― Germania | Cronologia completa delle presenze e delle reti in nazionale ― Germania | Cronologia completa delle presenze e delle reti in nazionale ― Germania | Cronologia completa delle presenze e delle reti in nazionale ― Germania | Cronologia completa delle presenze e delle reti in nazionale ― Germania | Cronologia completa delle presenze e delle reti in nazionale ― Germania | Cronologia completa delle presenze e delle reti in nazionale ― Germania |
| Data                                                                    | Città                                                                   | In casa                                                                 | Risultato                                                               | Ospiti                                                                  | Competizione                                                            | Reti                                                                    | Note                                                                    |
| ----------------------------------------------------------------------- | ----------------------------------------------------------------------- | ----------------------------------------------------------------------- | ----------------------------------------------------------------------- | ----------------------------------------------------------------------- | ----------------------------------------------------------------------- | ----------------------------------------------------------------------- | ----------------------------------------------------------------------- |
| 22-9-2020                                                               | Podgorica                                                               | Montenegro                                                              | 0 – 3                                                                   | Germania                                                                | Qual. Euro 2022                                                         | -                                                                       | 20’                                                                     |
| 27-11-2020                                                              | Ingolstadt                                                              | Germania                                                                | 6 – 0                                                                   | Grecia                                                                  | Qual. Euro 2022                                                         | 1                                                                       | 46’                                                                     |
| 10-4-2021                                                               | Wiesbaden                                                               | Germania                                                                | 5 – 2                                                                   | Australia                                                               | Amichevole                                                              | -                                                                       | 46’                                                                     |
| 13-4-2021                                                               | Wiesbaden                                                               | Germania                                                                | 3 – 1                                                                   | Norvegia                                                                | Amichevole                                                              | 1                                                                       | 80’                                                                     |
| 15-6-2021                                                               | Offenbach am Main                                                       | Germania                                                                | 0 – 0                                                                   | Cile                                                                    | Amichevole                                                              | -                                                                       | 67’                                                                     |
| 11-11-2022                                                              | Fort Lauderdale                                                         | Stati Uniti                                                             | 1 – 2                                                                   | Germania                                                                | Amichevole                                                              | 1                                                                       | 46’                                                                     |
| 13-11-2022                                                              | Harrison                                                                | Stati Uniti                                                             | 2 – 1                                                                   | Germania                                                                | Amichevole                                                              | -                                                                       | 79’                                                                     |
| 24-6-2023                                                               | Offenbach am Main                                                       | Germania                                                                | 2 – 1                                                                   | Vietnam                                                                 | Amichevole                                                              | 1                                                                       | 61’                                                                     |
| 1-12-2023                                                               | Rostock                                                                 | Germania                                                                | 3 – 0                                                                   | Danimarca                                                               | UEFA Women's Nations League 2023-2024 - 1° turno                        | -                                                                       | 87’                                                                     |
| 5-12-2023                                                               | Swansea                                                                 | Galles                                                                  | 0 – 0                                                                   | Germania                                                                | UEFA Women's Nations League 2023-2024 - 1° turno                        | -                                                                       | 46’                                                                     |
| 8-4-2025                                                                | Wolfsburg                                                               | Germania                                                                | 6 – 1                                                                   | Scozia                                                                  | UEFA Women's Nations League 2025 - 1° turno                             | -                                                                       | 80’                                                                     |
| Totale                                                                  |                                                                         | Presenze                                                                | 11                                                                      |                                                                         | Reti                                                                    | 4                                                                       |                                                                         |

## Palmarès

### Club
- Campionato tedesco di seconda divisione: 2

Hoffenheim II: 2016-2017, 2017-2018
- Campionato italiano: 1

Juventus: 2024-2025
- Coppa Italia: 1

Juventus: 2024-2025

### Individuale
- Capocannoniera del campionato europeo under 19: 1

Svizzera 2018  (2 gol, a pari merito con altre sei giocatrici)